# Hångstaörn
Hångstaörn är en sjö i Ånge kommun i Medelpad och ingår i Delångersåns huvudavrinningsområde. Sjön har en area på 5,9 kvadratkilometer och ligger 386 meter över havet. Sjön avvattnas av vattendraget Delångersån (Svågan).

## Delavrinningsområde
Hångstaörn ingår i det delavrinningsområde (691303-150824) som SMHI kallar för Utloppet av Hångstaörn. Medelhöjden är 423 meter över havet och ytan är 29,65 kvadratkilometer. Räknas de 7 avrinningsområdena uppströms in blir den ackumulerade arean 71,3 kvadratkilometer. Avrinningsområdets utflöde Delångersån (Svågan) mynnar i havet. Avrinningsområdet består mestadels av skog (66 procent). Avrinningsområdet har 5,91 kvadratkilometer vattenytor vilket ger det en sjöprocent på 19,9 procent.